# Blå kærhøg
Den blå kærhøg (Circus cyaneus) er en rovfugl i høgefamilien, der måler ca. 47 cm og har et vingefang på 110 cm. Hannen har blågrå vinger med brede sorte spidser, mens hunner og ungfugle er brunlige med tværbåndet hale. Arten har hvid overgump i alle dragter. 

## Udbredelse
Arten er udbredt i næsten hele Europa og Nordamerika. Større dele af Europa, navnlig Central- og Sydeuropa, fungerer dog blot som vinterkvarterer. I Danmark har blå kærhøg været en almindelig ynglefugl indtil 1940'erne, men på grund af oprettelsen af hedeplantager og dræning af moser, er den nu kun en uregelmæssig ynglefugl (0-2 par årligt). Til gengæld er den almindelig som trækgæst i marts-maj og august-november. Den er desuden en fåtallig vintergæst.

## Levevis
Blå kærhøg lever af smågnavere, som den fanger ved at jage lavt over terrænet. Den yngler i moser, i åben nåleskov, på sletter, ved lavvandede søer og rørskove med frodig vegetation, samt på lyngheder og tilgroede områder i lavland. Reden anbringes på jorden.